# Espòiler

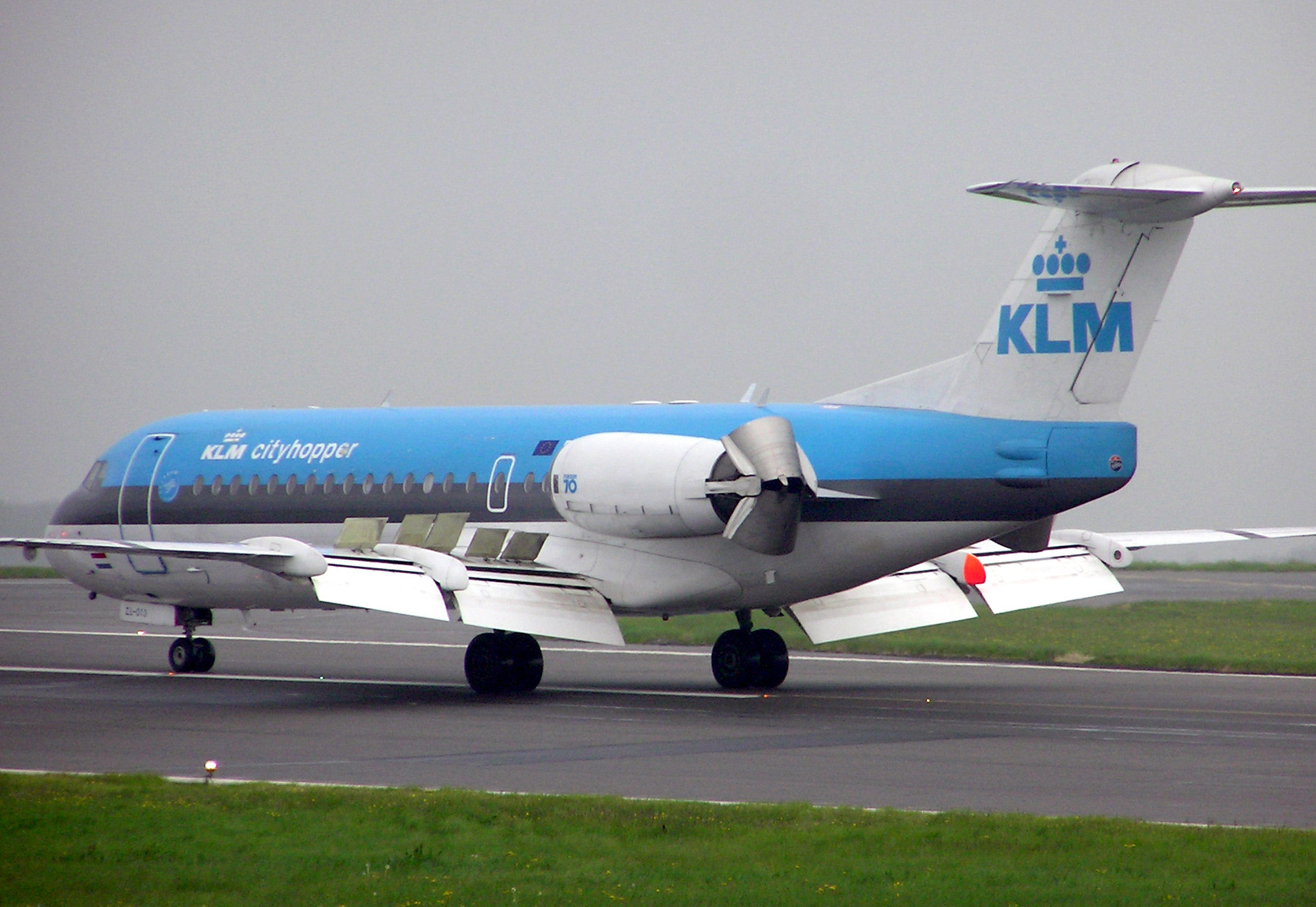
Aquest Fokker 70 de KLM encara té els espòilers desplegats (els panells de color crema que sobresurten de l'ala) després d'aterrar al Bristol International Airport, Anglaterra.

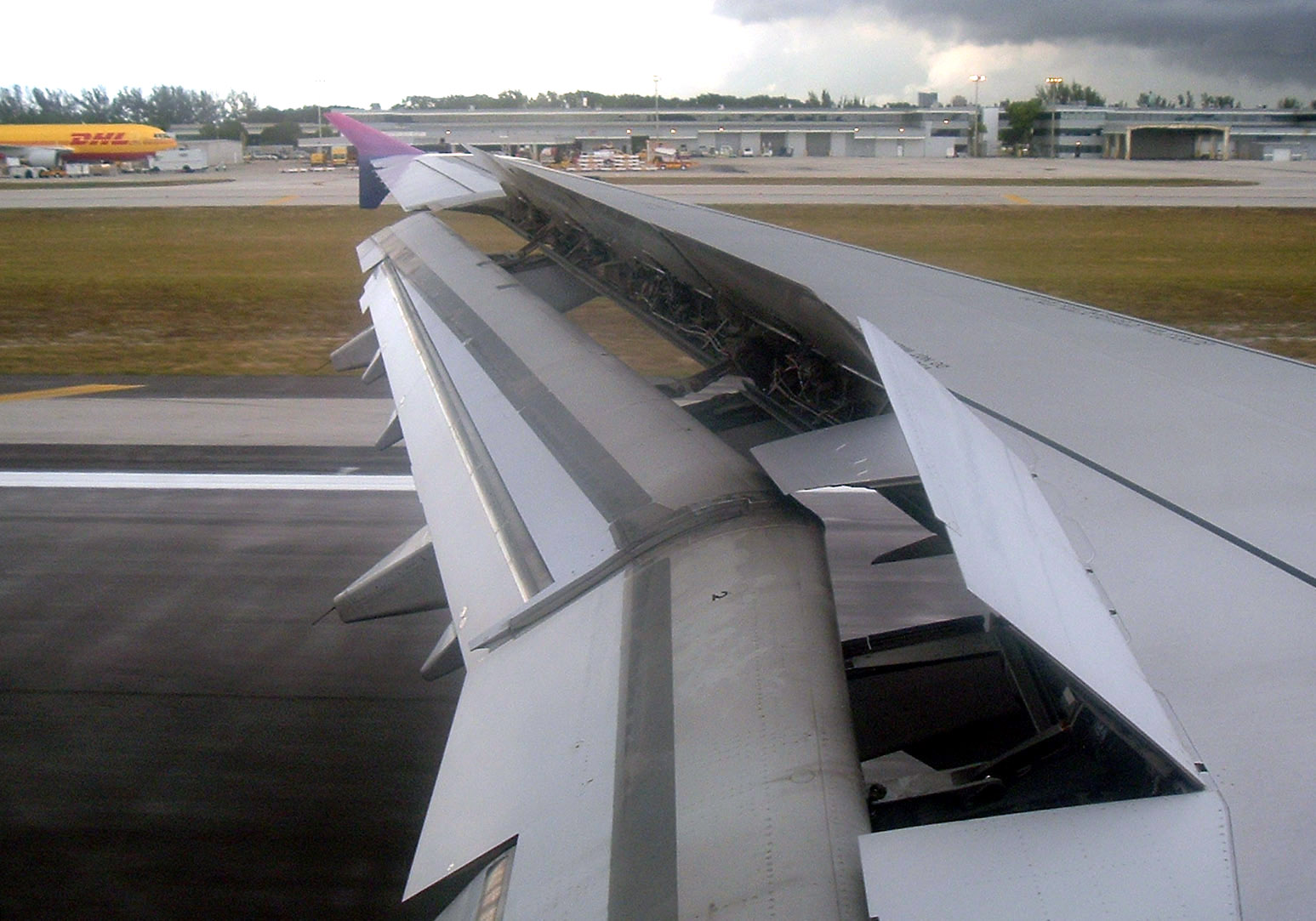
Una vista més propera dels espòilers (les parts alçades de l'ala). Airbus A321-200

En aeronàutica, un espòiler és un dispositiu dissenyat per a reduir la sustentació d'un avió. Els espòilers són plaques situades a la part superior d'una ala i que poden estendre's amunt en el flux d'aire, «deflectant-lo». D'aquesta manera, l'espòiler crea una entrada en pèrdua curosament controlada a sobre de la porció d'ala que li queda al darrere, reduint dràsticament la sustentació d'aquesta secció de l'ala. Els espòilers es diferencien dels aerofrens en què els aerofrens estan dissenyats per a augmentar la resistència de l'aire sense crear grans diferències en la sustentació, mentre que els espòilers redueixen de manera important la sustentació amb només un petit augment de l'arrossegament.
Els planadors utilitzen espòilers per a controlar la seva velocitat de descens, per tal d'efectuar un aterratge controlat al lloc desitjat. Els espòilers són necessaris perquè, encara que es pot incrementar el ritme de descens fent baixar el nas d'un avió, això pot comportar un increment significatiu de la velocitat, sobrepassant possiblement una velocitat segura.
Els avions comercials també solen tenir espòilers. Els espòilers s'utilitzen a vegades per baixar de l'altitud de creuer, ajudant l'avió a reduir la seva altitud sense guanyar velocitat. Tanmateix, el seu ús és sovint limitat, ja que el flux d'aire turbulent que es crea darrere d'ells causa una vibració i un soroll perceptibles, cosa que pot incomodar els passatgers. Els espòilers també es poden utilitzar per a fer maniobres de canvi de direcció. Durant l'aterratge, els espòilers s'utilitzen gairebé sempre al màxim per ajudar a frenar l'avió. De fet, l'efecte més important és que els espòilers causen una pèrdua dramàtica de sustentació, de manera que el pes de l'avió passa de les ales al tren d'aterratge, cosa que permet frenar les rodes amb una possibilitat molt menor de relliscades. També s'utilitza un impuls invers per contribuir a reduir la velocitat de l'avió en aterrar.
En avions de motor alternatiu de refrigeració amb aire, es poden utilitzar espòilers per impedir un refredament dràstic del motor. En un descens sense espòilers, la velocitat augmenta, mentre que el motor funciona a baixa potència, produint menys calor del normal. El motor es pot refredar massa ràpidament, provocant vàlvules embussades, cilindres esquerdats o altres problemes. Els espòilers alleugen el problema permetent a l'avió descendir a la velocitat desitjada, mentre que el motor pot continuar funcionant a una potència que n'eviti un refredament massa ràpid (això és especialment important per als motors alternatius turbocomprimits, que generen temperatures més altes que motors d'aspiració normal).

## Espòilers com a superfícies de control
Alguns avions utilitzen els espòilers combinats amb o en substitució dels alerons per a controlar la rotació sobre l'eix longitudinal, especialment per a reduir un moviment vertical advers quan l'alta velocitat limita la maniobrabilitat. S'ha encunyat el terme spoileron per a referir-se a aquests espòilers. En el cas d'un spoileron, per poder usar-lo com a superfície de control, s'alça només eld'un costat, reduint la sustentació i la velocitat i causant una rotació longitudinal i vertical.

## Descripció general dels espòilers
Els espòilers incrementen l'arrossegament i redueixen la sustentació d'una ala. Si només es despleguen a una ala, ajuden a controlar la rotació longitudinal fent que l'ala caigui. Si els espòilers es despleguen simètricament durant el vol, l'avió pot desaccelerar-se sense canviar d'altitud o baixar ràpidament sense incrementar la velocitat. Quan es despleguen els espòilers a terra a alta velocitat, eliminen la sustentació de l'ala, passant una major part del pes de l'avió al tren d'aterratge.
Els espòilers es poden utilitzar tant durant el vol com a terra. Tanmateix, a terra només es poden desplegar quan el pes de l'ala es troba al tren d'aterratge. Quan els espòilers es despleguen a terra, eliminen la sustentació i fan que el frenat sigui més efectiu. Durant el vol, un sensor del terra situat al tren d'aterratge impedeix que es despleguin els espòilers de terra.

## Incidents i accidents
- Vol 621 d'Air Canada - El desplegament prematur dels espòilers a poca altitud va contribuir a aquest estavellament a Toronto el 5 de juliol del 1970.
- Vol 533 de United Airlines - L'oblit de desactivar els espòilers va contribuir a aquest estavellament a Chicago Midway International Airport el 8 de desembre del 1972.
- Vol 965 d'American Airlines - L'oblit de desactivar els espòilers mentre l'avió ascendia per evitar una muntanya va contribuir a aquest estavellament el 20 de desembre del 1995.
- Vol 1420 d'American Airlines - L'oblit de desactivar els espòilers va contribuir a aquest estavellament a Little Rock National Airport l'1 de juny del 1999.
- Vol 3054 de TAM Linhas Aéreas - Els pilots d'aquest Airbus A320 sabien que el seu motor d'estribor número dos no funcionava en modalitat inversa, de manera que aparentment no van intentar utilitzar-lo per a frenar quan van intentar aterrar a l'Aeroporto de Congonhas el 17 de juliol del 2007. És possible que els espòilers haguessin estat l'única manera de frenar l'avió. Aquest va relliscar i sobrepassar la pista d'aterratge, travessant una important autopista i col·lidint amb un magatzem, causant la mort de les 186 persones a bord així com d'algunes persones a terra. Es tracta del pitjor desastre aeri del Brasil.